# Poderoso (1755)
El Poderoso fue un navío de línea de la Real Armada Española, construido en los Astilleros de Guarnizo con un porte de 68 cañones nominales, aunque otras fuentes lo elevan a 70. De acuerdo con los estándares británicos, quedaba categorizado como navío de tercera clase.

## Construcción
Fue fabricado mediante el sistema de construcción inglés, y su construcción comenzó al llegar a Guarnizo el británico David Howell, responsable de las obras según un contrato firmado en 1752 para la construcción de una serie de cuatro navíos de 70 cañones, que fueron bautizados con los nombres de Serio (cabeza de la serie), Poderoso, Soberbio y Arrogante, a los que se sumaron el Hércules y el Contento.
Fue botado en marzo de 1754. Su construcción, al igual que la de sus gemelos, fue elogiada por la Corona por la rapidez, el ahorro y las buenas cualidades marineras de los navíos.

## Historial

### Guerra de los Siete Años
En 1758 comenzó una guerra de corso junto con otros buques. A finales de marzo y en diciembre de 1760 se encontraba destinado en Ferrol, al igual que cuando España entró en la Guerra de los Siete Años al lado de Francia, desde diciembre de 1761 hasta 1763. En 1765, bajo el mando del capitán de fragata Martín Lastarría, partió de Cádiz con la escuadra de Juan José Navarro, marqués de la Victoria, para traer a España procedente desde Génova a la futura reina María Luisa de Parma.

### Guerra con Portugal
El 31 de julio de 1776 arribó a Cádiz desde Cartagena acompañado del San José, mientras daba escolta a varios mercantes cargados de tropas y pertrechos para incorporarse a la escuadra destinada a la expedición contra la colonia del Sacramento portuguesa. 
Desde noviembre de 1776, mandaba el navío el capitán de navío Juan de Lángara y Huarte. El 11 de octubre fue designado buque insignia del teniente general Francisco Javier Everardo-Tilly, marqués de Casa Tilly. El 13 de noviembre zarpó de Cádiz con la escuadra destinada a la colonia del Sacramento, que estaba compuesta por los navíos Poderoso, San José, Monarca, San Dámaso, Septentrión y América, así como seis fragatas, diez buques menores y un convoy de cien mercantes que llevaban a bordo al ejército de 10 000 hombres al mando del general Pedro de Cevallos.
A finales de marzo de 1777 es ocupada la isla de Santa Catalina, cercana a la costa brasileña. El 20 de marzo se embarca el general Cevallos en el Poderoso para el siguiente objetivo, Río Grande de San Pedro. Por los vientos contrarios y las calmas, la escuadra no zarpa de la isla de Santa Catalina hasta el 30 de marzo. Al día siguiente, un temporal dispersa la escuadra. El Poderoso hacía 25 pulgadas de agua por hora, que se extraían con tres bombas. El general transbordó a la fragata Venus. Se pensó en regresar a la isla, pero el navío consigue entrar en el puerto de Maldonado el 18 de abril.
Después de una corta lucha, las tropas portuguesas capitularon, y se firmó la paz entre las dos naciones el 1 de octubre. España conservó la colonia del Sacramento, aunque tuvo que devolver la isla de Santa Catalina. El Poderoso permaneció un tiempo en las tareas de vigilancia y control de las fronteras, en la que detuvo incursiones portuguesas e intervino en la defensa de la isla Martín García. Finalmente, retornó a Cádiz en 1778.

### Guerra de Independencia de los Estados Unidos
A finales de junio de 1779, al declarar España la guerra a Gran Bretaña en el contexto de la Guerra de Independencia de los Estados Unidos, zarpó de Cádiz como insignia de la división al mando del brigadier Juan de Lángara y Huarte, junto con el San Leandro y las fragatas Santa Catalina y Santa Teresa. Su misión era hostigar en las islas Azores el tráfico marítimo británico y rechazar una supuesta escuadra enemiga de cinco navíos allí apostada a la espera de capturar los buques que llegaban de América. 
Allí capturaron el 4 de septiembre a la fragata británica Wichcomb, de 26 cañones, en las cercanías de la isla de Santa María, que fue incorporada a la Armada española. 
El 27 de agosto de 1779, ante la inminencia de su pérdida por no poder recuperarlo de los graves daños sufridos por un temporal y de embarcar mucha agua, fue incendiado por orden de Lángara, repartiéndose la tripulación entre las fragatas de la división, mientras Lángara trasbordó su insignia al navío San Leandro.